# Alejandro Christophersen
Alejandro Christophersen (Cádis, 1866 – Buenos Aires, 1946) foi um arquiteto e um artista de descendência norueguesa que projetou vários edifícios da capital da Argentina, Buenos Aires, no final do século XIX e primeira metade do século XX.

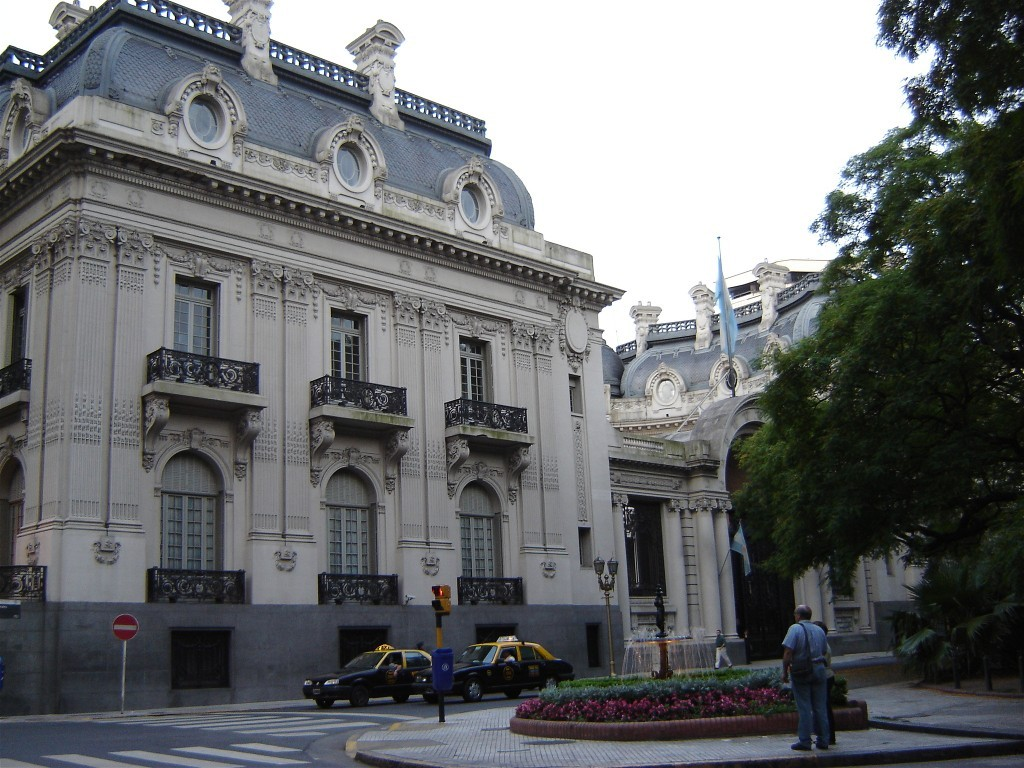
Palacio San Martín uma das obras de Alejandro Christophersen.